# 伍永泉
伍永泉（英語：William Quinto，1937年－），是貝里斯的一位外交官。在1990年至2008年間，他曾担任貝里斯驻中华民国大使，居住在臺北。

## 外交事務
伍永泉是一位商人，也是促成中華民國與貝里斯建立正式關係的重要人物之一，在1981年貝里斯獨立之後，伍永泉與貝里斯人民联合党的支持者，开始透过赛义德·穆萨游说当时的貝里斯总理，与中華民國建立关系。
1984年5月，当时的中華民國驻危地马拉的大使陸以正来到貝里斯，会见了伍永泉和蒲萊士總理，以讨论雙方建立关系的可能性，也得到蒲萊士總理同意，但受到了鄰國瓜地馬拉政府的反對，加上蒲萊士總理所屬人民聯合黨在當年國會大選落敗，由在野黨聯合民主黨執政，雙方只好把建交案暫時擱置，直到1989年11月13日才正式建立外交關係。

## 榮譽
- MBE
- 大綬景星勳章：2008年由中华民国總統陳水扁授予[2]